# Camacita

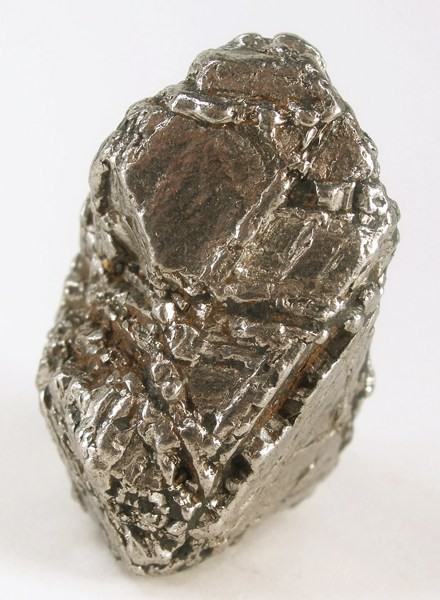
Camacita de Nantan (Nandan), China. Tamaño: 4.8×3.0×2.8 cm. Los meteoritos metálicos de Nantan, cayeron en el año 1516, se componen en un 92.35% de hierro y un 6.96% níquel.

La camacita es un mineral, una aleación de hierro y níquel, generalmente con proporciones de 90:10 a 95:5. Aunque las impurezas como el cobalto o el carbono puede estar presente. En la superficie de la Tierra, sólo se encuentra de forma natural en los meteoritos caídos del espacio. Tiene un brillo metálico, es de color gris y no tiene ninguna división clara, aunque la estructura es isométrico-hexoctaedral. Su densidad es de alrededor de 8 g/cm³ y su dureza es de 4 en la escala de Mohs.
Fue descubierto en 1861 en la isla de Disko en Groenlandia y el nombre se deriva del griego kamask (listón o viga). Es un componente importante de los meteoritos de hierro (octahedritas y tipos hexaedritas). En las octahedritas se encuentra en las bandas intercalado con taenita con formación de líneas de Widmanstätten. En las hexaedritas, se ven a menudo unas líneas finas y paralelas, las Líneas de Neumann, que son evidencia de la deformación estructural de las placas adyacentes de camacita debido al choque de los impactos.
A veces la camacita se puede encontrar tan estrechamente entremezclados con la taenita que es difícil distinguir a simple vista, formando plesita. El cristal documentado más grande que se ha encontrado tiene un tamaño de 92 × 54 × 23 cm.